# Giancarlo Ferretti
Giancarlo Ferretti (Lugo, Italia; 9 de agosto de 1941), es un exciclista italiano que fue profesional entre los años 1963 y 1970. Sus logros deportivos más destacados fueron sendos terceros puestos en la Volta a Cataluña del año 1968 y en el Tour du Nord-Ouest de la Suisse de 1965.
Como director deportivo dirigió a varios equipos ciclistas como el Bianchi-Campagnolo (1973–1984), el Ariostea (1986–1993), el MG Maglificio (1994–1998) y el Fassa Bortolo (2004–2005), teniendo bajo su mando a corredores como Alessandro Petacchi, Ivan Basso, Joan Antoni Flecha, Fabian Cancellara, Michele Bartoli o Dario Frigo.

## Resultados Grandes Vueltas

### Giro de Italia
- 1963. 20º de la clasificación general
- 1964. Abandono
- 1965. 18º de la clasificación general
- 1966. 26º de la clasificación general
- 1967. 36º de la clasificación general
- 1968. 43.º de la clasificación general
- 1969. 50.º de la clasificación general

### Tour de Francia
- 1967. 68.º de la clasificación general
- 1969. 43.º de la clasificación general

### Vuelta a España
- 1968. 30.º de la clasificación general